# Västra Karups församling
Västra Karups församling var en församling i Lunds stift och i Båstads kommun. Församlingen uppgick 2010 i Västra Karup-Hovs församling.

## Administrativ historik
Församlingen har medeltida ursprung. På 1400-talet utbröts Båstads församling. Namnet var före 1884 Karups församling.
Församlingen var till 1860 moderförsamling i pastoratet Karup och Hov. Från 1 maj 1860 till var den 2010 moderförsamling i pastoratet (Västra) Karup och Torekov som från 1962 även omfattade Hovs församling och som åtminstone från 2003 benämndes Västra Bjäre pastorat. Församlingen uppgick 2010 i Västra Karup-Hovs församling.

## Kyrkor
- Västra Karups kyrka